# Zlatitsa (Bulgarie)
Pour l’article homonyme, voir Zlatica.
Zlatitsa (en bulgare Златица) est une ville dans l'ouest Bulgarie.

## Géographie
La ville de Zlatitsa est située à 60 km à l'est de Sofia.

## Galerie

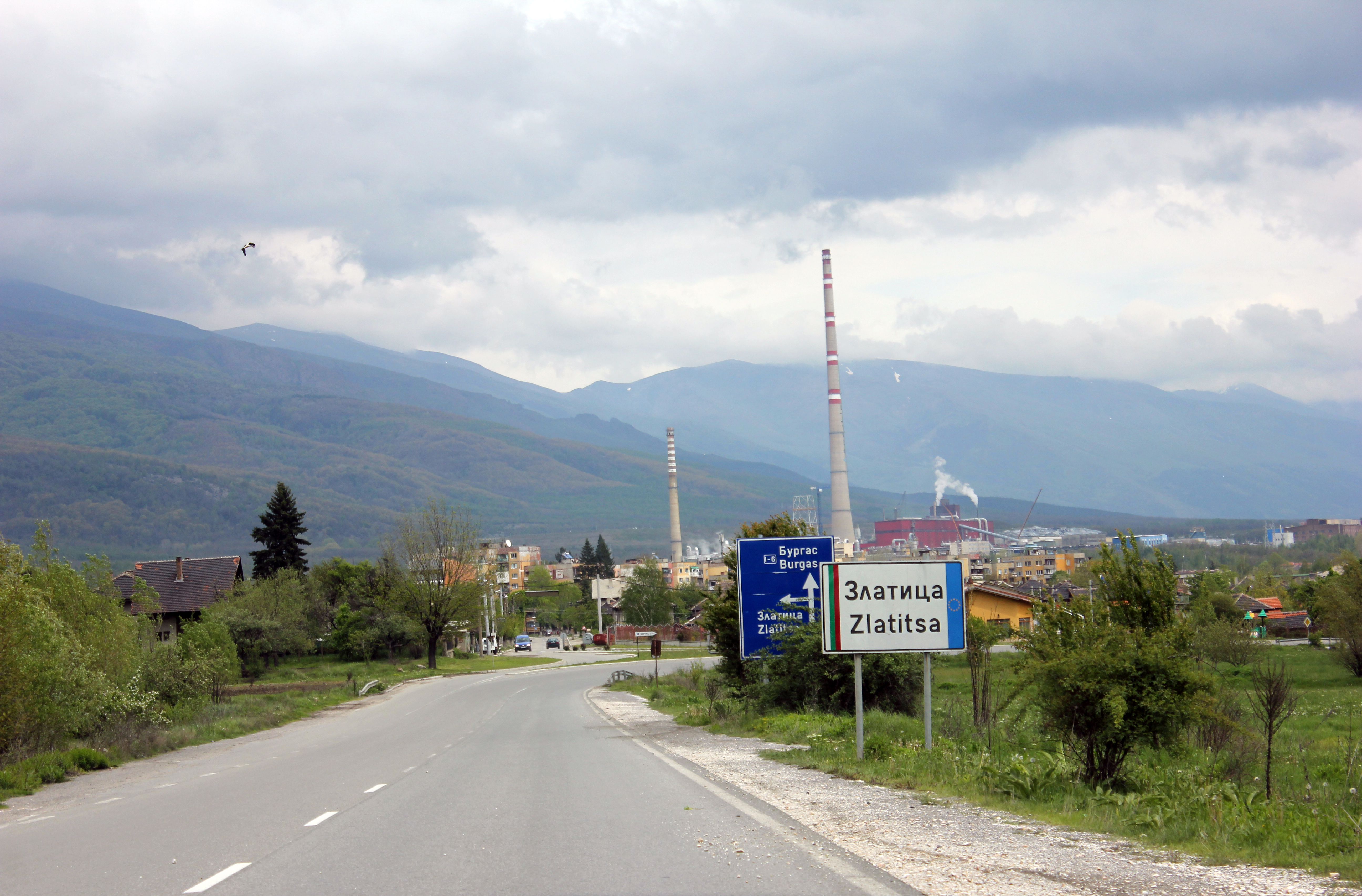
Vue de la ville en arrivant de Sofia
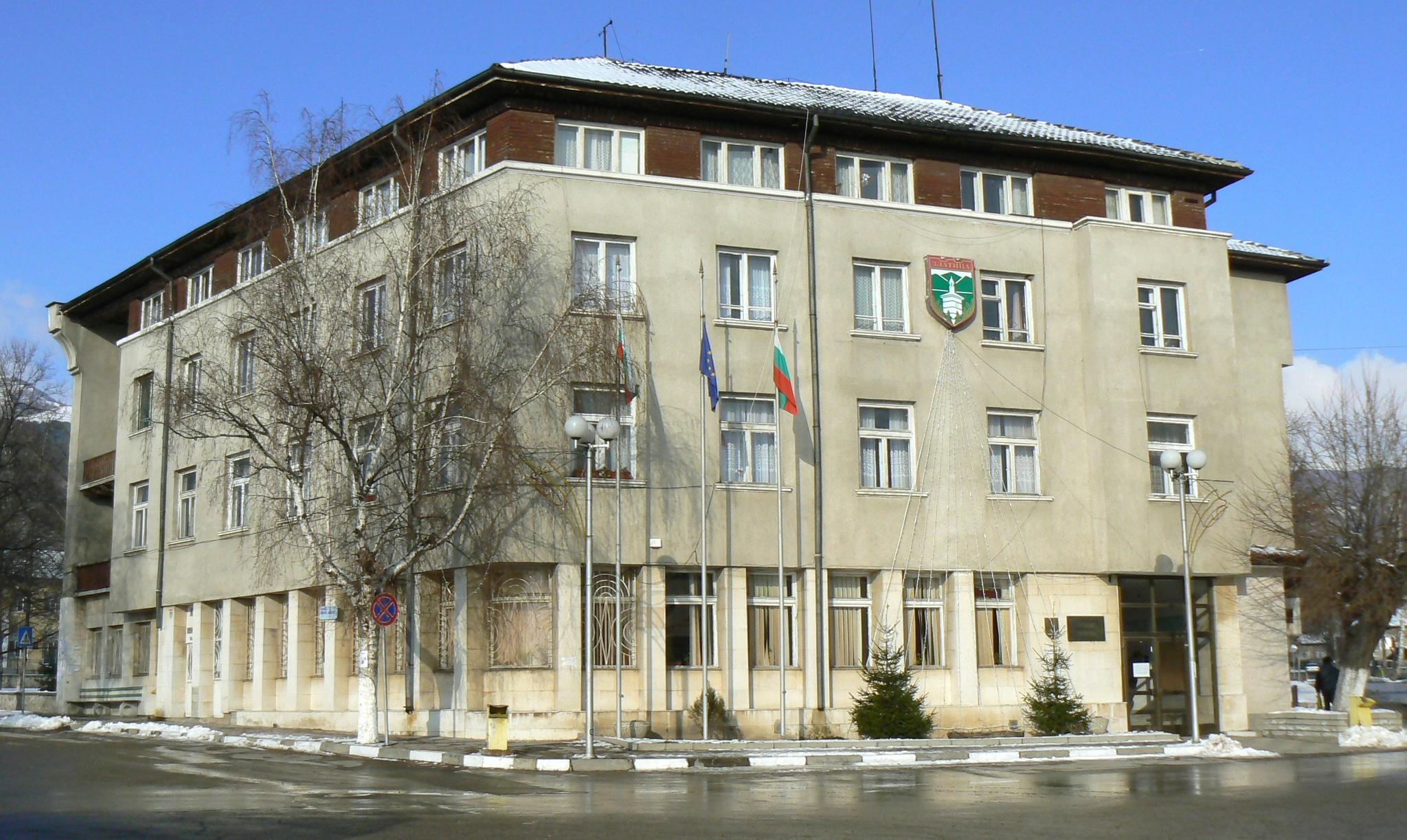
L'hôtel de ville
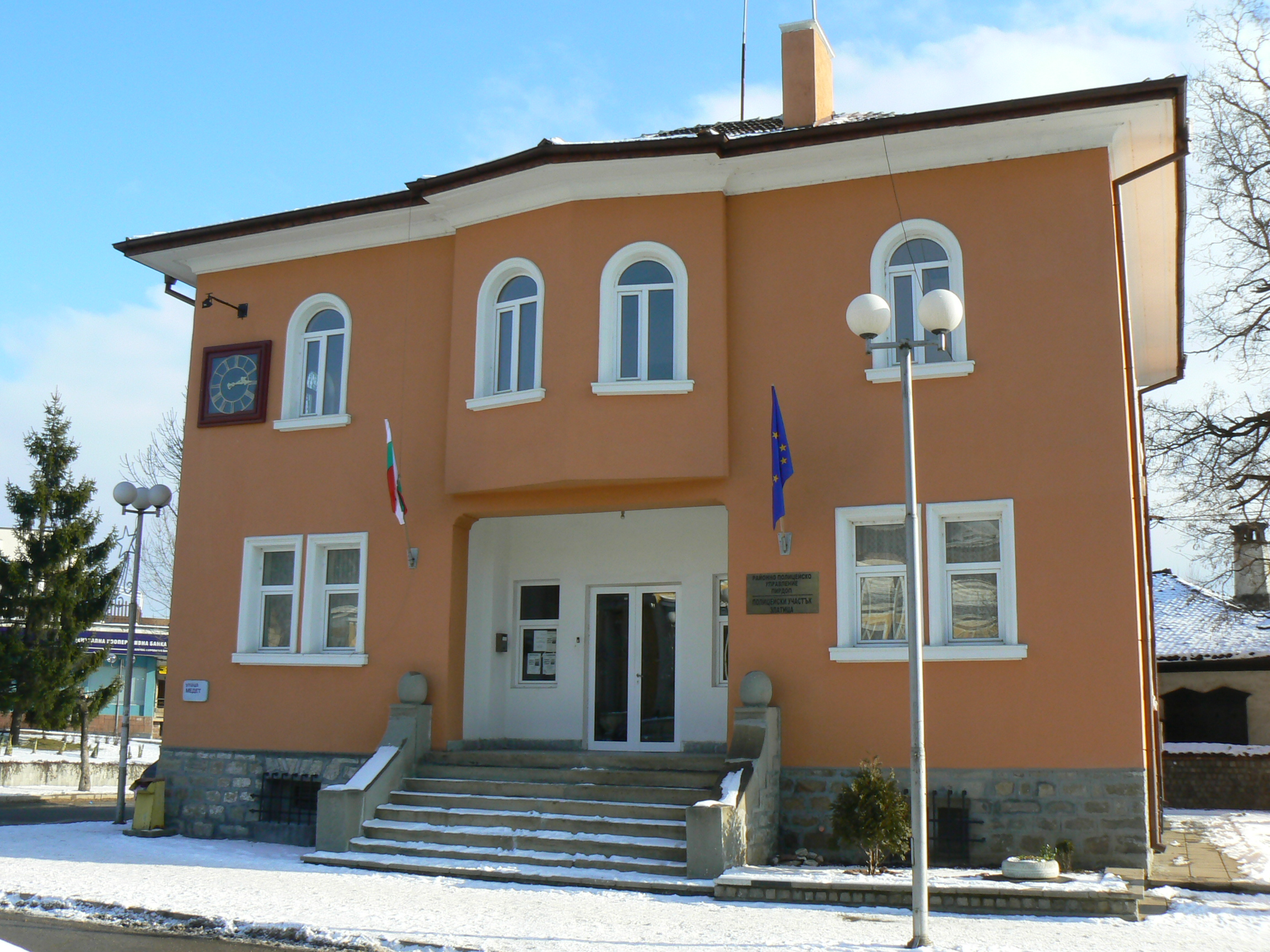
Le commissariat de police
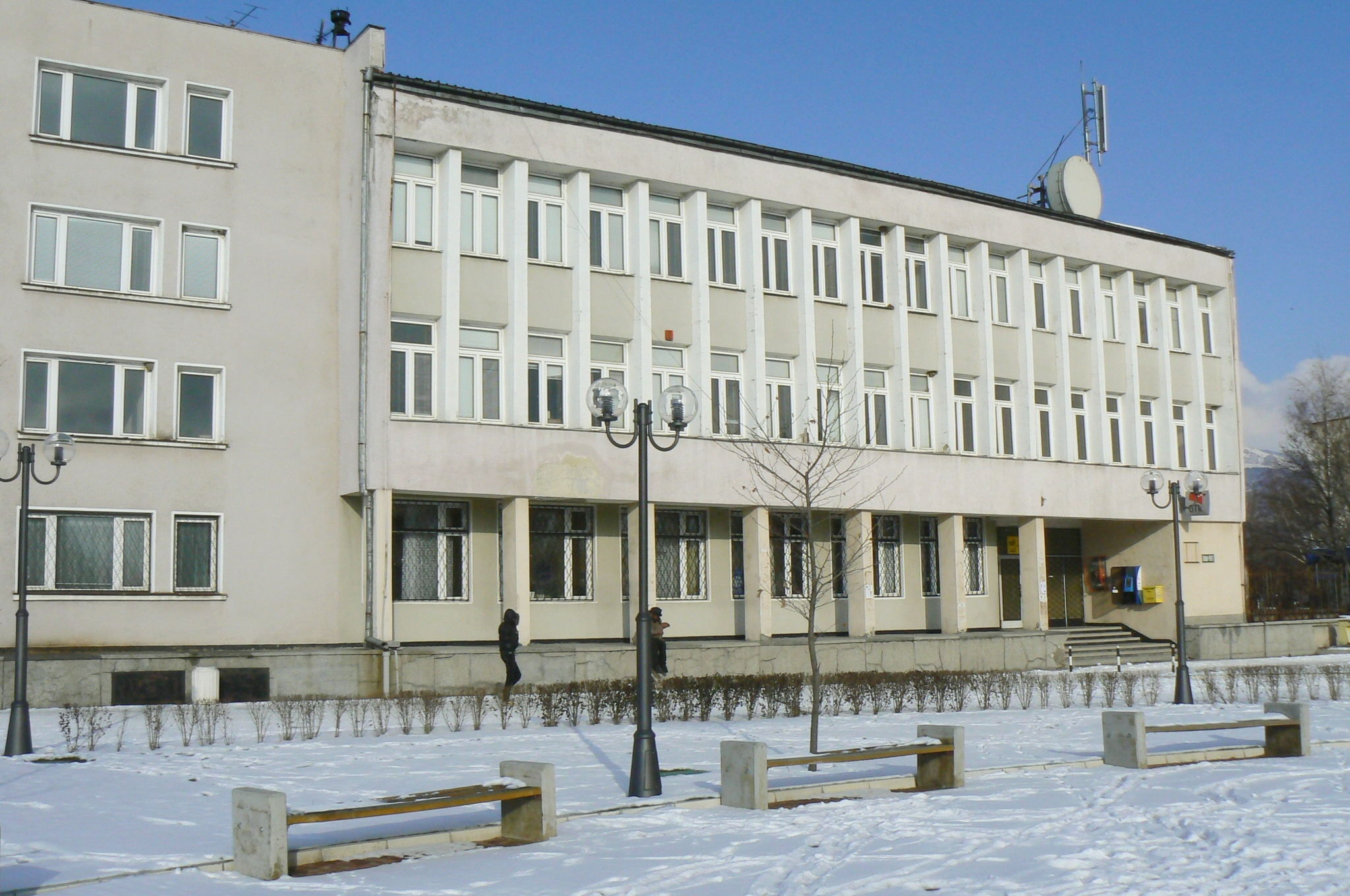
Le bureau de poste
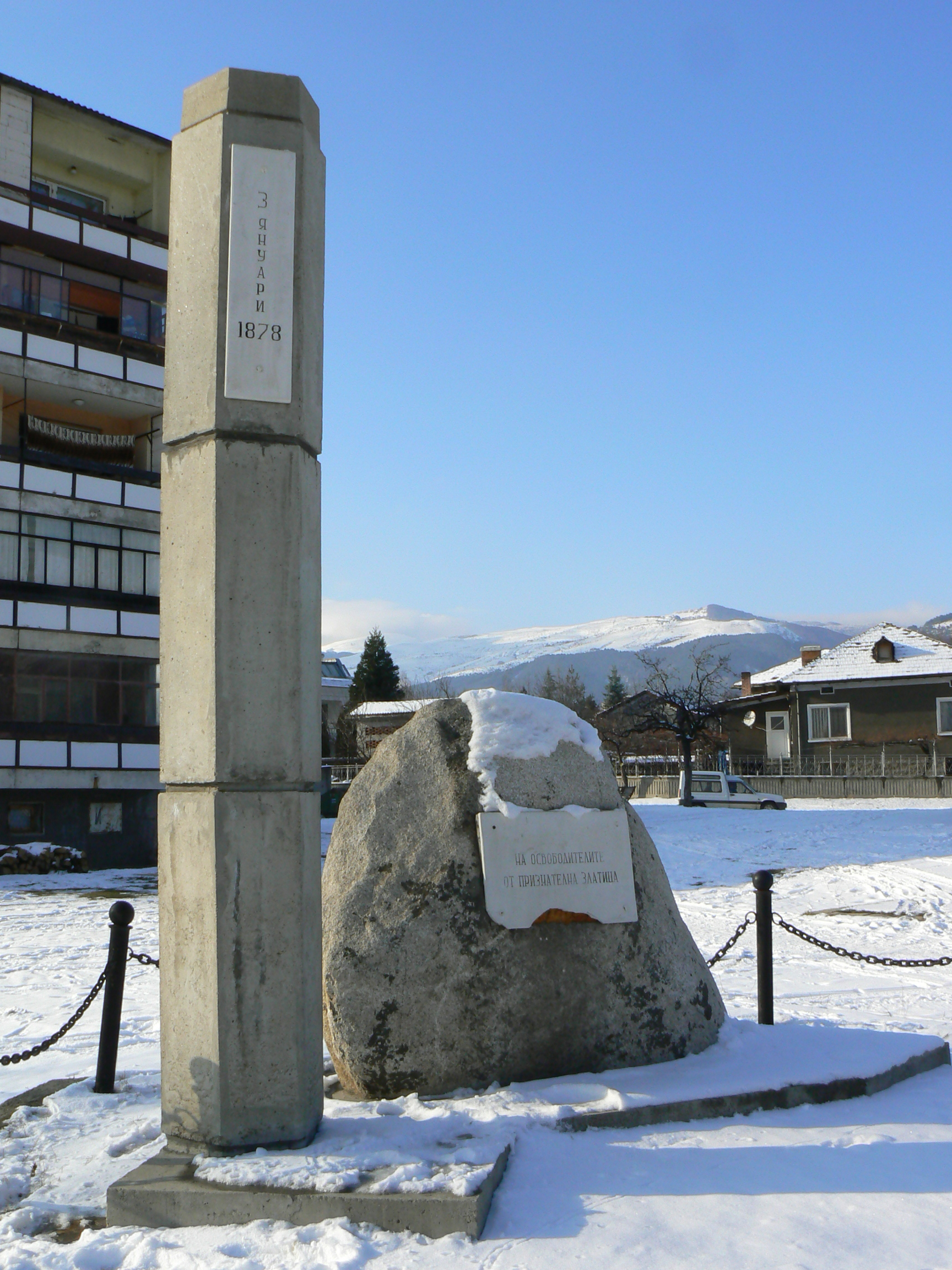
Monument de la libération de la ville